# Rivière Maclure
Pour les articles homonymes, voir Maclure.
La rivière Maclure est un affluent de la rivière des Escoumins, coulant sur la rive nord du fleuve Saint-Laurent, dans le territoire non organisé de Lac-au-Brochet, dans la municipalité régionale de comté (MRC) de La Haute-Côte-Nord dans la région administrative de la Côte-Nord, au Québec, au Canada. Le cours de la rivière Maclure traverse le territoire de la zec Nordique.
Le bassin versant de la rivière Maclure est desservi par une route forestière qui remonte généralement la rive Sud-Ouest de la rivière des Escoumins, venant du Sud où elle se relie à la route 138 au village des Escoumins. D’autres routes forestières secondaires desservent le versant de la rivière Maclure,,.
La foresterie est la principale activité économique de ce bassin versant ; les activités récréotouristiques, en second.
La surface de la rivière de la rivière Maclure est habituellement gelée de la fin novembre au début avril, toutefois la circulation sécuritaire sur la glace se fait généralement de la mi-décembre à la fin mars.

## Géographie
La rivière Maclure prend sa source à l’embouchure du lac Maclure (longueur : 2,8 m ; altitude : 286 m). Ce lac est enclavé par des montagnes dont un sommet atteint (altitude : 537 m) à 3,6 km au Sud du lac. Ce lac est alimenté par le Petit lac Maclure (connexe au lac Maclure et situé au Sud-Ouest), la décharge des lacs Bédard et Lachance et la décharge du lac Marmen. Quelques chalets ont été aménagés près de l’embouchure du lac.
À partir de l’embouchure du lac Maclure, la rivière Maclure coule sur 1,4 km vers le Nord-Est dans une petite plaine, jusqu’à son embouchure.
La rivière Maclure se déverse sur la rive Sud-Est de la rivière des Escoumins juste à côté du pont d’une route forestière. Cette confluence est située à 1,5 km en amont d’un coude de rivière, à 2,4 km en aval de l’embouchure de la rivière Chatignies et à 40,7 km en amont de l’embouchure de la rivière des Escoumins qui est située dans le village des Escoumins où elle se déverse dans la baie des Escoumins.

## Toponymie
Le terme "Maclure" constitue un patronyme de famille d'origine anglaise.[Interprétation personnelle ?]
Le toponyme « rivière Maclure » a été officialisé le 5 décembre 1968 à la Banque des noms de lieux de la Commission de toponymie du Québec, soit à la création de cet organisme.